# 张靖皋长江大桥
张靖皋长江大桥，是位于中国江苏省的一座建设中的跨江桥梁，大桥跨越长江，位于苏州市张家港市、泰州市靖江市和南通市如皋市之间，江阴长江大桥下游28公里，沪苏通长江公铁大桥上游16公里，全长7859米，设有南航道桥、北航道桥及南中北三段引桥，其中南航道桥为主跨2300米悬索桥，为中国大陆首座主跨超过2000米的悬索桥，北航道桥为主跨1208米悬索桥，于2022年6月28日正式开工，预计于2028年通车，大桥建成后将成为世界最大跨度悬索桥。